# پتار فیلیپوویچ
پتار فیلیپوویچ (انگلیسی: Petar Filipović؛ زادهٔ ۱۴ سپتامبر ۱۹۹۰) بازیکن فوتبال اهل آلمان است.
از باشگاه‌هایی که در آن بازی کرده‌است می‌توان به باشگاه فوتبال رید و باشگاه فوتبال سن پائولی اشاره کرد.